# Hermiona excelsella
Hermiona excelsella är en fjärilsart som beskrevs av Otto Staudinger 1871. Hermiona excelsella ingår i släktet Hermiona och familjen plattmalar. Inga underarter finns listade i Catalogue of Life.